# Oleksa Dovbuš
Oleksa Dovbuš ( Pečenižin, 1700. – Kosmač, 24. kolovoza 1745.), ukrajinski narodni junak. Kao odmetnik borio se je u Karpatima protiv tuđinske okupacije. 

## Dovbuš u umjetnosti
Dovbuša je na jednoj slici naslikao ukrajinski slikar Mikola Andrijovič Storoženko. Na slici Dovbuš je postavljen je na planinsku liticu, iza koje se vide plavi tajanstveni visovi ostalih karpatskih lanaca. Odjeven je u nacionalnu odjeću zapadnih Ukrajinaca, bez oružja, pogleda usmjerenog u daljinu. Slika je nastala u godinama tzv. „Hruščovljevog zatopljenja", kada je središnja partijska vlast dopuštala iskazivanje ukrajinske kulturne samobitnosti. Tada je nastao pokret tzv. „šesdesetaša", odnosno umjetnika iz 60-tih godina. Nakon rušenja Nikite Sergejeviča Hruščova (rus. Ники́та Серге́евич Хрущёв, 1894. – 1971.), listopada 1964., na čelo KO SSSR-a dolazi Leonid Iljič Brežnjev, čime izbija novo zahlađenje i ta slika s „ukrajinskim nacionalistički sadržajem" više nije smjela u javnost.